# Karl Theodor Bayrhoffer
Karl Theodor Bayrhoffer (Marburgo, 14 ottobre 1812 – Monroe, 3 febbraio 1888) è stato un filosofo tedesco.

## Biografia
Nel 1834 conseguì il dottorato di ricerca presso l'Università di Marburgo, dove in seguito fu nominato professore associato di filosofia (1838, professore ordinario nel 1845). Divenne membro della Dieta di Assia-Kassel nel 1848 e nel 1850 fu Presidente della Camera. Dopo la sconfitta del suo partito (democratico) arrivò negli Stati Uniti nel 1852 e si stabilì nel Wisconsin come agricoltore.
Nei suoi primi scritti, in particolare in Die Idee und Geschichte der Philosophie ("Idea e storia della filosofia", 1838), appare come uno discepolo di Georg Wilhelm Friedrich Hegel. In seguito divenne un pioniere del cattolicesimo tedesco e scrisse Ricerche sull'essenza, storia e critica della religione (1849).